# LVR-Niederrheinmuseum Wesel
Das LVR-Niederrheinmuseum Wesel (früher: Preußen-Museum Wesel) ist ein deutsches Regionalmuseum, das seit 2018 unter Trägerschaft des Landschaftsverbandes Rheinland steht. Das ehemalige Preußen-Museum widmet sich seit der Übernahme vornehmlich der Geschichte des Niederrheins als einer heute grenzüberschreitenden Region in Europa. Die Rolle Preußens für die Region und die Stadt Wesel als preußische Festungs- und Garnisonsstadt soll weiterhin einen Schwerpunkt der Dauerausstellung bilden.

## Geschichte und Hintergründe
Im Jahr 1998 wurde das Museum als Preußen-Museum Wesel (offiziell: Preußen-Museum Nordrhein-Westfalen, Standort Wesel) gegründet. Es beschäftigte sich schwerpunktmäßig mit der rheinisch-preußischen Geschichte in Wesel und hatte einen zweiten, westfälisch-preußisch ausgerichteten Standort in Minden, das Preußen-Museum Minden. Beide Museen zusammen bildeten das Preußen-Museum Nordrhein-Westfalen.

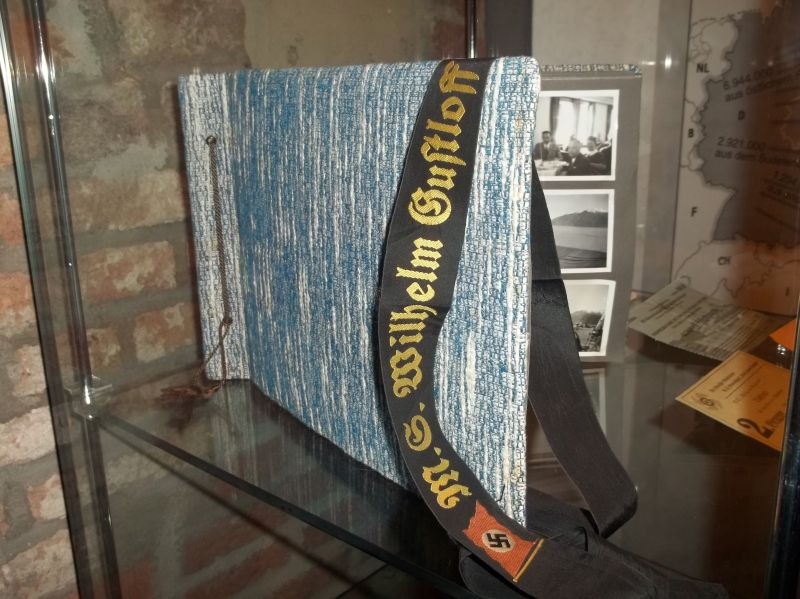
Ausstellung LebensZeichen – Nachkriegszeit und Fünfziger Jahre – Sammlung Abresch (2012)

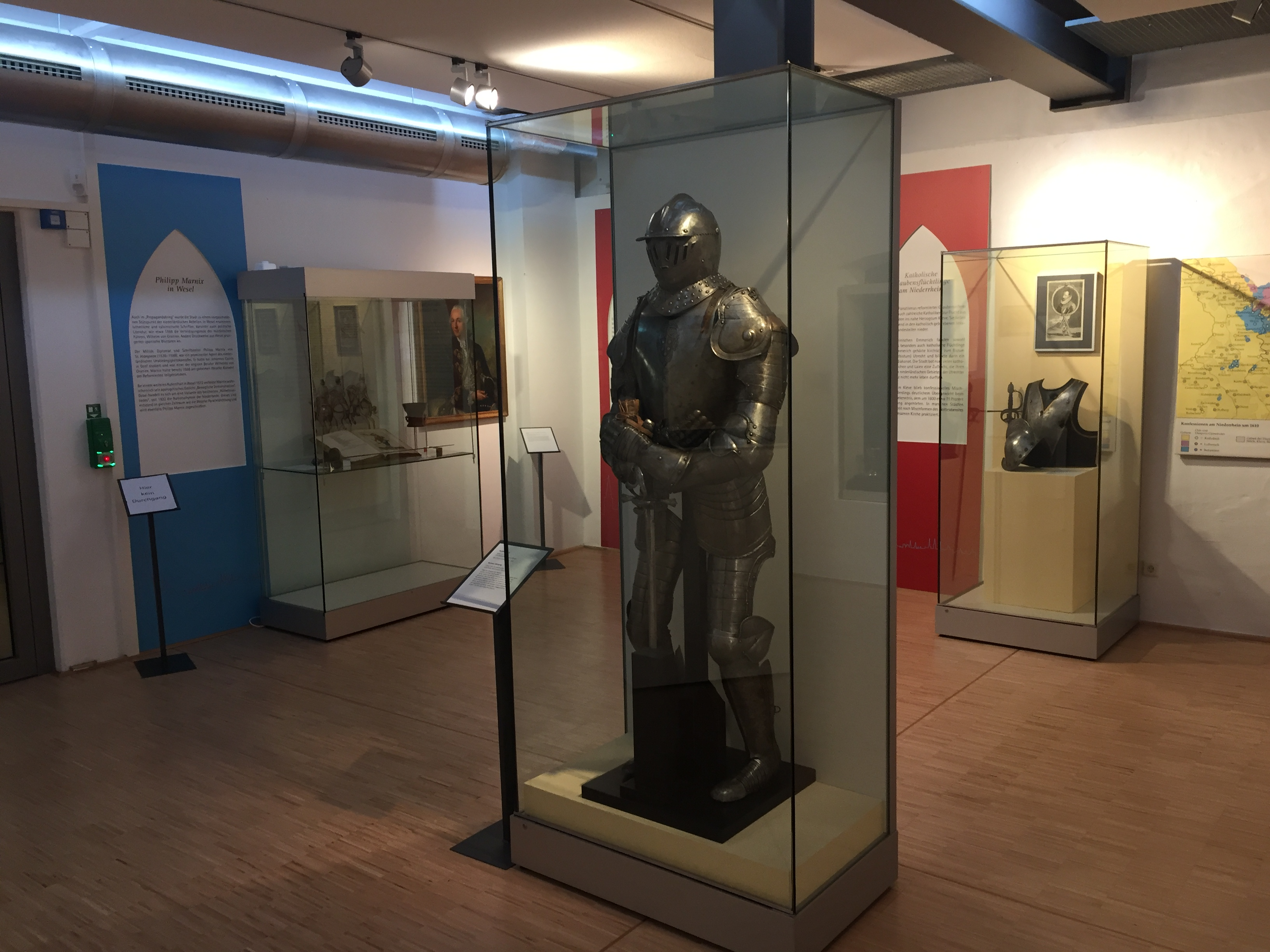
Sonderausstellung Wesel und die Niederrheinlande. Schätze, die Geschichte(n) erzählen (2019)

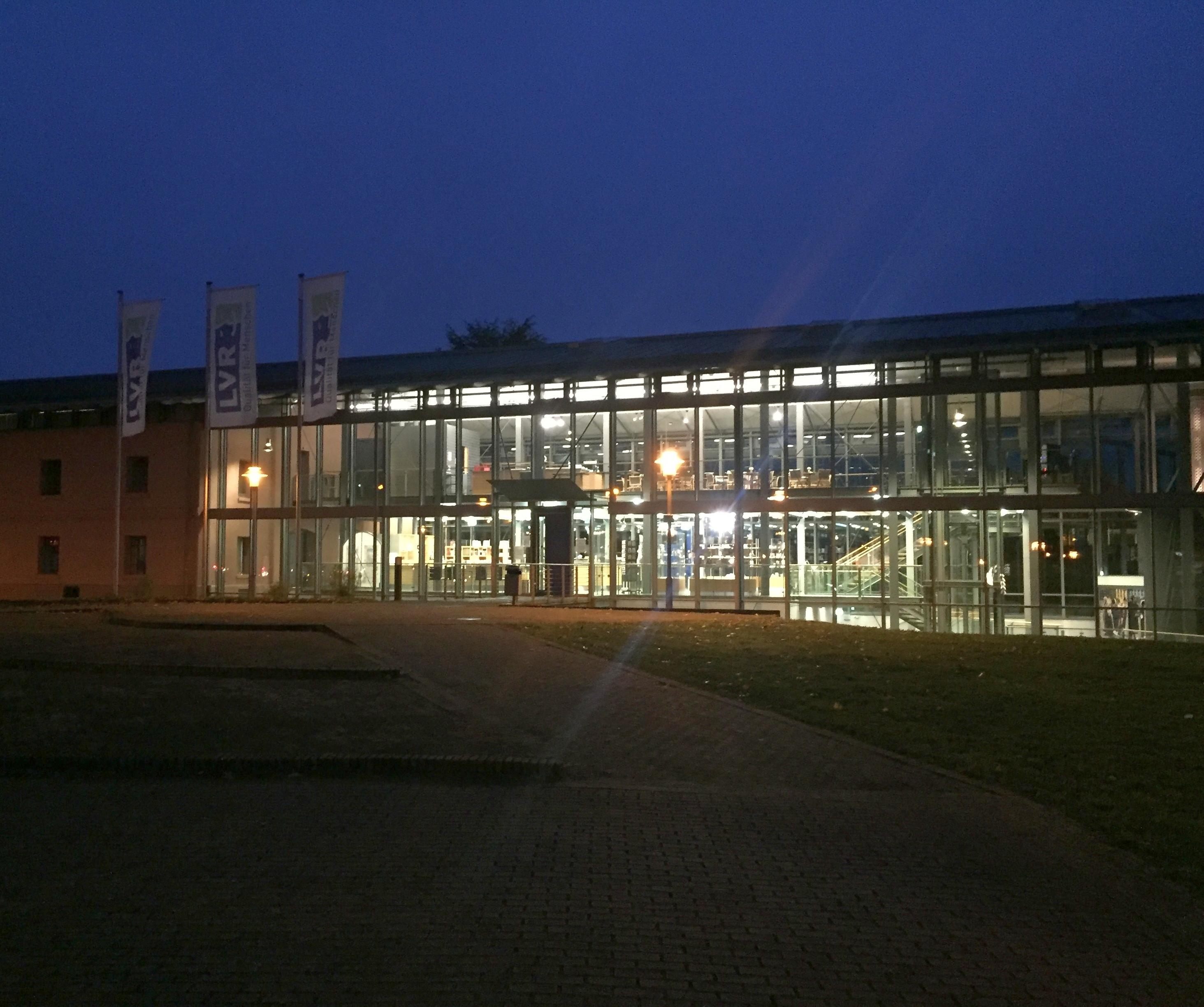
Außenansicht des LVR-Niederrheinmuseums Wesel (2019)

Das Thema Preußen wurde zunächst im Untergeschoss anhand der nahen Vergangenheit durch die Ausstellung „LebensZeichen – Nachkriegszeit und Fünfziger Jahre – Sammlung Abresch“ eingeführt. Zu sehen sind u. a. Exponate der Wilhelm Gustloff, wobei das Bild rechts ein privates Fotoalbum („Kreuzfahrt nach Norwegen mit der Wilhelm Gustloff“) zeigt und ein Matrosen-Mützenband aus dem Jahr 1939. Ebenfalls im Untergeschoss und im Erdgeschoss wurde dann chronologisch das rheinische Leben zwischen dem späten 16. bis zum frühen 20. Jahrhundert anhand von thematischen Schwerpunkten wie Land und Leute, Staat und Verwaltung, Kirche und Bildung sowie Wirtschaft und Gesellschaft präsentiert. Auch Einflüsse aus den Nachbarländern wie den niederländischen Generalstaaten oder Frankreich wurden dargestellt. Im Obergeschoss wurde das Thema Militär und Gesellschaft vom 18. Jahrhundert bis zum Ersten Weltkrieg und daran anschließend das Ende Preußens von 1918 bis 1945 aufgezeigt.
Das Museum bot ca. 1500 m² für die Präsentation der über 300 Jahre staatlicher Zugehörigkeit von großen Teilen des Rheinlandes und Westfalens zu Brandenburg-Preußen.
Finanziert wurde das Museum zusammen mit dem zweiten Standort in Minden durch die Stiftung Preußen-Museum Nordrhein-Westfalen. An der Stiftung waren beteiligt: das Land Nordrhein-Westfalen, die Landschaftsverbände Westfalen-Lippe und Rheinland, die Stiftung Preußischer Kulturbesitz sowie die Städte Wesel und Minden und deren Kreise Wesel und Minden-Lübbecke. Der als gemeinnützig anerkannte Förderverein des Museums, die „Gesellschaft zur Förderung des Preußen-Museums NRW in Wesel e. V.“ stand allen Bürgern zur Mitgliedschaft offen, er unterstützte besonders die Sonderausstellungen und den Sammlungsaufbau.
Aufgrund finanzieller Engpässe der Stiftung durch geringere Zinserträge aus dem Stiftungsvermögen, ausbleibende Fördergelder des Landes NRW sowie Rückzahlungsforderungen eines der Landesverbände und der Kreise wurde seit 2010 darüber nachgedacht, den Schwerpunkt des Museums zu verändern und andere Finanzierungsmöglichkeiten zu erschließen.
Der Landschaftsverband Rheinland hat am 18. März 2018 das ehemalige Preußen-Museum Wesel als LVR-Niederrheinmuseum Wesel mit der Sonderausstellung „Wesel und die Niederrheinlande. Schätze, die Geschichte(n) erzählen“ wiedereröffnet. Die Sonderausstellung bildet zugleich die Basis für die künftige Dauerausstellung und die bis ins Jahr 2024 reichende Neukonzeption des Hauses.

## Lage und Größe
Die Räumlichkeiten des Museums befinden sich in der Zitadelle Wesel, genauer gesagt im ehemaligen „Körnermagazin“ (Getreidedepot) der Zitadelle, das um 1835 erbaut wurde. Die Zitadelle ist eines der wenigen Bauwerke Preußens, die heute noch in Wesel zumindest teilweise vorhanden sind. Im Kellergeschoss ist das ursprüngliche Tonnengewölbe erhalten geblieben, die beiden oberirdischen Geschosse wurden innen zu insgesamt 2.000 m² großen Ausstellungsräumen umgebaut. Am Eingang an der Nordseite stehen in dem 600 m² großen, mit dem Hauptwall der Zitadelle verbundenen Glasanbau weitere Ausstellungsräume, Foyer, Museumsshop, Restauration und Vortragssaal zur Verfügung. In den angrenzenden Bauten des heutigen Kulturzentrums Zitadelle befinden sich außerdem noch die Abteilung Schillkasematte des städtischen Museums sowie das Stadtarchiv Wesel mit seiner Restaurierungswerkstatt und die städtische Musik- und Kunstschule Wesel.

## Neukonzeption
Das Museumsteam erarbeitet das neue Konzept im laufenden Betrieb. Das Museum zeigt weiterhin Sonderausstellungen, bietet Vorträge, ausstellungsbegleitende Programme, Audioführer in Deutsch, Niederländisch und Englisch und weitere museumspädagogische Angebote für Kinder und Erwachsene. Die Sonder- und Tagungsräume können angemietet werden.